# Hicriopteris remota
Hicriopteris remota là một loài dương xỉ trong họ Gleicheniaceae. Loài này được Ching mô tả khoa học đầu tiên năm 1959.
Danh pháp khoa học của loài này chưa được làm sáng tỏ. 